# High Callerton
High Callerton – przysiółek w Anglii, w Northumberland, w dystrykcie (unitary authority) Northumberland, w civil parish Ponteland. Leży 43,3 km od miasta Alnwick, 10,3 km od miasta Newcastle upon Tyne i 406,5 km od Londynu. W 1951 roku civil parish liczyła 93 mieszkańców.